# 清神社
清神社（すがじんじゃ）は、広島県安芸高田市吉田町に鎮座する神社。旧郷社。

## 祭神
須佐之男命を主祭神に相殿に脚摩乳命、手摩乳命、稲田姫命、五男三女神を祀る。
『神武天皇聖蹟誌』（1941年広島県発刊）によれば、中之玉殿に素戔鳴尊、左之相殿に三大神、右之相殿に八王子を祭っているとしている。
摂社に伊勢神社があり、ここに天照皇大神、早良親王（崇道天皇）を祭っている。

## 由緒
当地は『日本書紀』 巻第一神代上第8段（二）に見える「安芸国可愛之川上（えのかわかみ）」の地に当たり、素盞嗚尊（須佐之男命）が八岐大蛇を退治した舞台とされ、神社名は退治後に須佐之男命が発した「吾が心清清（すがすが）し」という言葉に因むとされ、神代からの鎮座と伝えられている。古くは「行宮清神社」「祇園社」「祇園崇道社」と呼ばれていたが、明治5年（1872年）に神仏分離により現社名に改称された。境内の杉の巨木が台風で倒れた際に年輪を調査したところ、約1200年以上との結果が出た為、現在、切り株が境内に展示されている。なお、「行宮清神社」の名称から、神武天皇が行宮を置いた地であるとの説があるが、【神武天皇聖蹟誌】では否定的な見解である。
中世に京都祇園社の荘園「吉田荘」の鎮守神として祀られた。一時期、早良親王の祟りを鎮める目的で社名を「祇園崇道社」としていた。
鎌倉時代末期から、吉田郡山の鎮守神として安芸毛利氏代々の尊崇を受けた。ゆかりのものが現在社宝として展示されている。正中2年（1325年）の棟札をはじめとする現在までの16枚の棟札が残っており、特に毛利氏関係は光房・弘元・興元・幸松丸・元就・隆元・輝元までの棟札13枚が確認されている。なかでも天文17年（1548年）隆元、永禄11年（1568年）元就、天正11年（1583年）輝元のものは特に有名。
また、毛利氏が郡山に城を構えている間、郡山山麓にある現在の社殿とは別に、城のある郡山山頂までの中間点にも社殿を構えていた。
江戸時代以降は村の鎮守神として祀られた。現在の社殿は元禄7年（1694年）の建立。様式は正面に千鳥破風、前に軒唐破風を構え、正面が6本の太い柱で形成された五間社切妻造。明治5年郷社に列した。
境内には「椙若社」という、毛利元就が継母であった杉大方の菩提を弔うために建立した社がある。総檜流造で延床約10平方メートル。昭和25年（1950年）にはキジア台風災害により倒壊し、基礎だけが残された状態で保存されていたところ、大河ドラマ『毛利元就』の影響により杉大方の人気が上がったことから、平成9年（1997年）地元住民により約1千万円かけ復興された。その他、境内には伊勢社もある。
社宝として、毛利元就の所望に応じて聖護院門跡道増が墨書した「感神院」の扁額（永禄6年（1563年））、元亀3年（1572年）京都吉田神社神主・吉田兼右が参籠したことや、天正4年（1576年）の前関白九条稙通が当神社で民衆を前に『源氏物語』の講釈を行ったことが記述された連子窓、元亀年間の舞楽面がある。

## 備考
- 近くに広島県立吉田高等学校がある。
- 吉田町をマザータウンとして活動しているJリーグ・サンフレッチェ広島が毎年必勝祈願に訪れている[3]。また卓球日本代表が、平成20年（2008年）北京オリンピックおよび平成24年（2012年）ロンドンオリンピックと2度にわたり必勝祈願に訪れている[4]。必勝祈願に訪れる者に対し宮司は、元就の故事である三本の矢からきた「三本の破魔矢」を手渡している[3][4]。

## 交通
- JR向原駅から車で約10分
- 中国自動車道高田ICから車で約10分
- 広島バスセンターから広電バス・「吉田」行き「安芸高田市役所前」バス停下車徒歩約10分